# Vengeance secrète
Pour plus de détails, voir Fiche technique et Distribution.
Vengeance secrète (The Fourth Angel) est un film britanno-canadien réalisé par John Irvin, sorti en 2001. C'est l'adaptation du roman The Fourth Angel de Robin Hunter (le pseudonyme de Robin Neillands) paru en 1985.

## Synopsis
Jack Elgin (Jeremy Irons), un journaliste londonien sans histoire, part en voyage avec sa femme, Maria (Briony Glassco), et ses trois enfants. Lors d'une escale imprévue, l'avion, dans lequel ils ont embarqué, est détourné par des terroristes slaves à des fins politiques. La prise d'otages tourne mal et Jack assiste, impuissant, à l'assassinat de son épouse et de ses filles. Lui et son plus jeune fils ont la vie sauve et c'est pour ce dernier et la mémoire des siens que Jack va se battre.
L'enquête a été classée sans suite et les meurtriers sont libérés. Ce dernier ne bénéficie d'aucun recours juridique pour agir à l'encontre de ces dangereux criminels. Par désir de vengeance, il va tenter, par tous les moyens, de leur mettre le grappin dessus.
Jack trouve en Davidson (Jason Priestley), un jeune diplomate américain aux dents longues, et Kate Stockton (Charlotte Rampling), une amie journaliste, une aide précieuse dans ses recherches. Jules Bernard (Forest Whitaker), un agent du FBI, enquête, quant à lui, sur cette affaire et soupçonne Jack de se faire justice lui-même.

## Fiche technique
- Titre : Vengeance secrète
- Titre original : The Fourth Angel
- Réalisation : John Irvin
- Scénario : Allan Scott, d'après le roman The Fourth Angel de Robin Hunter (en)
- Musique : Paul Zaza
- Photographie : Mike Molloy
- Montage : Nick Rotundo
- Décors : Austen Spriggs
- Costumes : Elizabeth Waller
- Direction artistique : Steve Simmonds
- Production : Allan Scott et Peter R. Simpson
  - Production déléguée : Adam Goodman, Al Munteanu et Jeff Young
  - Production associée : Heidi Levitt et Daphne Park
- Société de production : New Legend Media, Norstar Entertainment, Rafford Films et Sky Pictures
- Distribution :  France Cinévia Films
- Tournage : du 14 août 2000 au 27 octobre 2000
- Pays :  Royaume-Uni |  Canada
- Genre : Action, drame et thriller
- Durée : 96 minutes
- Langues : anglais, français et serbe
- Format : Couleur - 2,35:1 - Son : Dolby Digital
- Dates de sortie :
  -  France : 15 août 2001
  -  Canada : 18 janvier 2002
  -  Belgique : 21 juin 2010

## Distribution
- Jeremy Irons (VF : Bruno Devoldère) : Jack Elgin
- Forest Whitaker (VF : Emmanuel Jacomy) : Agent Jules Bernard
- Jason Priestley (VF : Bruno Choël) : Davidson
- Briony Glassco (VF : Mireille Delcroix) : Maria
- Charlotte Rampling (VF : elle-même) : Kate Stockton
- Lois Maxwell (VF : Paule Emmanuelle) : Olivia
- Timothy West (VF : Michel Paulin) : Jones
- Joel Pitts (VF : Elliot Weill) : Andrew Elgin
- Anna Maguire (VF : Kelly Marot) : Joanne Elgin
- Holly Boyd (VF : Noémie Orphelin) : Julia
- Kal Weber (VF : Didier Cherbuy) : Kulindos
- Ian McNeice (VF : Daniel Kenigsberg) : Lewison, officier du MI5
- William Armstrong (VF : Daniel Delabesse) : Perry
- Garrick Hagon (VF : Michel Ruhl) : Duguay
- Serge Soric : Ivanic Loyvek
- Ivan Marevich : Karadan Maldic
- Dorin Rimbu : Milos Zderiko
- Joerg Stadler : Anton Kostic
- Julian Rivett : Sasha Polenkow
- Michael Sarne : Leo Hasse
- Yuri Stepanov : Dusan
- Peter Majer : Mirostav Matanovic
- Kate Fahy : Gail, le secrétaire de Jack
- Badi Uzzaman : Dr Mackay
- John Ioannou : Général Patakis
- Patrick Watson : Ambassadeur américain